# Bakugan: Młodzi wojownicy
Bakugan: Młodzi wojownicy (jap. 爆丸　バトルブローラーズ Bakugan batoruburōrāzu; ang. Bakugan Battle Brawlers) – seria anime wyprodukowana przez TMS Entertainment i wyemitowana po raz pierwszy w latach 2007-2008 na kanale TV Tokyo w Japonii. Opowiada o stworzeniach zwanych „Bakugan” i osobach rywalizujących ze sobą w walkach z ich wykorzystaniem.
Powstały także trzy kontynuacje tej serii, zatytułowane kolejno Bakugan: Młodzi wojownicy − Nowa Vestroia, Bakugan: Młodzi wojownicy - Najeźdźcy z Gundalii oraz Bakugan: Młodzi wojownicy - Świat Mechtoganów.
W Polsce seria oraz jej kontynuacje zostały wyemitowane na kanale Cartoon Network.

## Fabuła
Pewnego dnia, niespodziewanie elementy wymiaru zwanego Vestroia spadły z nieba na całym świecie w postaci kart. Ziemskie dzieci i nastolatkowie uznały je za nieszkodliwe, wymyślono więc grę, którą nazwano Bakugan, do której powstał ranking najlepszych z najlepszych. Z samego początku na szczycie znajdował się Shun Kazami, lecz później palmę pierwszeństwa przejął tajemniczy Maskarad. Bakugany to potężne istoty, zamknięte w formach kulistych, które dopiero po wyrzuceniu na pole bitwy przyjmują swą prawdziwą postać. Każdy z Bakuganów należy do jednej z Sześciu domen, czyli żywiołów, z którego czerpie swoje siły. Istnieje sześć takich domen: Pyrus – ogień, Haos – światło, Ventus – wiatr, Aquos – woda, Darkus – ciemność, Subterra – ziemia. Przez pierwsze pół roku istnienia gry była ona zwykłą rozrywką. Jednak pewnego dnia pojawił się Maskarad, zamaskowany gracz, walczący domeną Darkusa, a także posiadacz Kart Zagłady. Każdy (oprócz Dana Kuso) jednak, który stanął z nim w szranki przegrywał a za pomocą Karty Zagłady wysyłał Bakugany przegranego do Wymiaru Zagłady, z którego nie ma powrotu. Młody gracz Bakugana – Daniel Kuso – podczas walki z niejakim Shujiim, jest świadkiem dziwnych zjawisk w Vestroi – ojczystym świecie wszystkich Bakuganów. Widzi tam walkę Dragonoida Pyrusa i Kosiarza Strachu Darkusa. Walka nagle przenosi się na Ziemię, na Pole Bitwy Dana i jego przeciwnika. Dragonoid przypadkiem dostaje się w ręce chłopaka. Ów Bakugan potrafi mówić, co było uważane dotychczas za niemożliwe. Z początku nie jest przekonany do nastolatka. Parę tygodni wcześniej Daniel założył wraz z internetowymi przyjaciółmi grupę Młodych Wojowników Bakugan (w których skład wchodzą: Daniel Kuso, Runo Misaki, Shun Kazami, Marucho Marukura, Alice Gehabich oraz Julie Makimoto, a w połowie serii także Joe Brown). Muszą oni powstrzymać Maskarada, dziadka Alice − Michaela, zwanego Hal-G, i głównego wroga – Bakugana Nagę – sprawcę destabilizacji układu mocy świata Bakuganów. Młodzi Wojownicy wraz ze swoimi rozmawiającymi Bakuganami muszą sprostać wielu przeciwnościom, by na koniec dotrzeć do Nagi, pokonać go i uratować zarówno Świat Ludzi jak i Vestroię przed absolutną zagładą.

### Vestroia i Geneza Bakuganów
Miliony lat temu od bezkształtnej istoty znanej jako „Code Eve”. Za jej sprawą powstały 2 pierwsze rasy Bakuganów zamieszkałych w Vestroii - Dragonoid oraz Dharaknoid. Owa istota uznała, że nie mogą one istnieć obok siebie, więc pewnego razu dochodzi do katastrofy, w którym rdzeń tegoż świata zostaje podzielony, a sama planeta rozpada się na sześć domen w wyniku czego tysiące Bakuganów w tym Dharaknoid (ucieleśnienie chaosu) zostają wysłane na planetę Gundalia w innym wymiarze, Dragonoid (ucieleśnienie porządku) pozostał w Vestroii dzięki czemu te dwie przeciwstawne siły mogły pozostać odseparowane. Jednak sam Code Eve aby utrzymać równowagę, oraz nie dopuścić do ich ponownego spotkania trafia na Neathię - sąsiednią planetę Gundalii.
Przez tysiące lat w Vestroii Bakugany żyją beztrosko własnym życiem podczas gdy na Neathii i Gundalii żyją w harmonii z jej pierwotnymi mieszkańcami. Jednak pewnego dnia, gdy ludność pierwszej z planet dowiadują się, że Code Eve istnieje na sąsiedniej planecie, postanawiają ją zdobyć i użyć jej mocy aby zapanować nad wszechświatem. Dragonoid przez szereg zbiegów okoliczności trafia na Neathię i włącza się do wojny, podczas której spotyka swoje przeciwieństwo, jednak Code Eve w ostatniej chwili rozdziela oba Bakugany. Ostatecznie dochodzi do starcia pomiędzy Pyrusem Drago - najpotężniejszym Dragonoidem, oraz Darkusem Dharakiem - Ostatnim Dharaknoidem. Okazuje się, iż obydwaj mają w sobie cząstkę tzw. „Wszech-wojownika” w ostateczności dochodzi do Walki którą wygrywa pierwszy z nich a w nagrodę otrzymuje unikalną moc.
Vestroia jest rodzinnym światem Bakuganów. Na samym początku jej istnienia, świat był jeden, a wszystkie domeny Bakugan pomieszane ze sobą. Jednak pewnego dnia, Perfekcyjny Rdzeń podzielił się na dwa Rdzenie – Ciszy i Nieskończoności, które rozdzieliły świat na sześć części – każda z domen osobno. Zaś te Rdzenie znajdowały się pośrodku, jak w naszym świecie Słońce – Domeny krążą w około Rdzeni, a te zasilają je swoją energią. Wtedy narodziły się 2 Bakugany bez domeny nazywane „kryształowymi”, rodzeństwo zwane Naga i Werna. Pewnego dnia, Naga spotyka człowieka zwanego Hal-G. Prawdopodobnie to on dał Nadze Kartę Portalu która doprowadziła go do Centrum Vestroi, miejsca przebywania Rdzeni. Próbował on wchłonąć moc Rdzenia Ciszy, jednak stało się na odwrót mimo to Naga zaczął z czasem wchłaniać energię Rdzenia. Gdy Rdzeń Ciszy wchłonął Nagę, Rdzeń Nieskończoności oddalił się od Centrum i opanowała go Werna, lecz nie chciała go użyć do zniszczenia Wszechświata,oddała go Dragonoidowi, aby ten mógł ratować oba światy, a sama zginęła.

### Nowa Vestroia
Za sprawą Dragonoida domeny znów zostały połączone i utworzyły jeden świat. Gdy dochodzi do inwazji Vestalian, zostają wybudowane w niej trzy miasta – Alfa, Beta i Gamma. Najeźdźcy zamierzali podbić Nową Vestroię, gdyż ich planeta - Vestalia – zmagała się z przeludnieniem. Bakugany zostały schwytane i uwięzione – zmuszano je do walk. Do walk w Nowej Vestroi potrzeba urządzeń zwanych Gauntletami. O zwycięzcy decydują Wskaźniki Życia – z każdą przegraną bitwą jej wartość spada. Główną siłą zajmującą się podbojem jest sześcioosobowa grupa „Vexosów”, w której skład wchodzą lider „Vexosów” Spectra Phantom, jego wierny sługa Gus Graf, Lync Volan (początkowo donosił na Spectrę do księcia Hydrona, jednak w końcu Spectra go przejrzał i zachęcił do współpracy), Mylene Farrow, Shadow Prove oraz Volt Luster. Vexosi zostają jednak pokonani przez Ruch oporu Bakugan w którego skład wchodzą przywódczyni Mira Fermin, Ace Grit, Baron Leltoy, Dan Kuso, Shun Kazami oraz Marucho, a w ostatnich odcinkach również Spectra Phantom (Keith Fermin), Gus Graf a także Hydron. natomiast Vestalianie po przegranej walce w Nowej Vestroi są zmuszeni do odwrotu. Wtedy w akcji zjawia się Król Zenoheld, zamierzający zemścić się za tę zniewagę. Na jego zlecenie powstaje System Zniszczenia Bakuganów, maszyna zdolna do zabicia wszystkich Bakuganów w promieniu 6000 km. Do działania urządzenia potrzeba jednak sześciu energii domen (Darkusa, Haosu, Aquosa, Subterry, Pyrusa i Ventusa), które są w posiadaniu legendarnych wojowników Vestroii. Król Zenoheld wyzywa ich do walki i zwycięża używając mechanicznego Bakugana Fabrosa, jednak wojownicy go oszukują i oddają swoje moce Ruchowi Oporu Bakugan dzięki któremu Nowa Vestroia została wyzwolona a ich Bakugany mogą ewoluować w: Shun (Gwiazda Ingram), Baron (Starożytny Nemus), Dan (Cross Dragonoid), Mira (Magma Wilda), Ace (Północny Percival) i Marucho (Minx Elfin). W nowym składzie Vexosów nie ma już Spectry ani Gusa którzy zostają zastąpieni przez Zenohelda oraz Hydrona. System zniszczenia bakuganów zostaje zniszczony przez Drago, jednak Prof.Clay pracuje nad stworzeniem zestawu bojowego dla Fabrosa który ma pomóc Zenoheldowi zawładnąć wszechświatem. Zespół Vexosów zaczął się rozpadać. Najpierw odszedł Volt, potem Lync, następnie Mylene i Shadow, oraz w końcu syn Zenohelda, Hydron. W ostatnim odcinku 2 serii po wybuchu broni Fabrosa giną Zenoheld, Hydron oraz Prof.Clay natomiast pozostali czyli Mylene, Shadow, Lync, Volt zostają skazani na wieczne podróżowanie po wymiarach.

### Najeźdźcy z Gundalii
Po pokonaniu króla Zenohelda i zażegnaniu problemu Vestalian - Dan, Drago, Shun i Marucho wracają do domu, a ich życie wraca do normy. Bakuprzestrzeń (jest to system „wirtualnej rzeczywistości”, stworzony przez naukowców Marucho) został rozpowszechniony, by młodzież z całego świata znów mogła grać w Bakugan. Ojciec Dana dostał nową pracę, w związku z tym rodzina Kuso przeprowadziła się do miasta Bayview, tam Dan poznaje nowego kolegę − Jake’a Vallory'ego − wielkiego fana Młodych Wojowników. Dan i jego przyjaciele (Shun, Marucho, Ren oraz Jake) będący obecnie „nadzorcami” Bakuprzestrzeni odkrywają, że ostatnio użytkownicy systemu znikają bez śladu. Ren Krawler twierdzi że przybył z planety „Gundalia” a za porwaniami stoją Neathianie - agresywna rasa uwielbiająca wojny i zniszczenie. Młodzi wojownicy wierząc w jego opowieść zaczynają walczyć z Neathiańskimi agentami - do czasu kiedy na Ziemi pojawia się Fabia Sheen księżniczka Neathi, która z pomocą Shuna udowadnia że Ren jest kłamcą, mającym na celu zdobycie zaufania i wsparcie Ziemian, okazuje się, że to jego planeta jest prawdziwym najeźdźcą. Gdy prawda wychodzi na jaw nasi bohaterowie zostają wplątani w wojnę światów, ruszają na Neathię by pomóc Fabii i jej siostrze Królowej Serenie w ocaleniu ich świata. Antagonistami w tej serii będzie oddział Zgromadzenie Dwunastu oraz jego lider - Cesarz Barodius ze swoim Bakuganem - Darkusem Dharak'iem. Zamiast znanych w drugim sezonie Bakuganów Pułapek, Bakugany Strażnicze będą mogły się łączyć z Zestawami Bojowymi.

### Świat Mechtoganów
Czwarta seria zatytułowana „Świat Mechtoganów” skupia się na wątku tytułowych Mechtoganów − maszyn powstałych z mocy Eve nadanej Bakuganom. Rok po powrocie z Neathii i otrzymaniu nowych mocy od tzw. Eve, Dan oraz Drago doświadczają dziwnych wizji. W owych wizjach ukazuje się tajemniczy Mag Mel i jego Bakugan - Darkus Razenoid, którzy najprawdopodobniej zamierzają użyć nowych zdolności Drago do swoich celów i zniszczyć życie na Ziemi. Pewnego dnia Drago traci nad sobą panowanie i tworzy rozszalałego mechtogana Zenthona, toteż dwaj protagoniści obierają za swój cel zapanowanie nad swoim „przeklętym darem”. Szeregi Młodych Wojowników zasilą: Neathianin Rafe i jego bakugan Haos Wolfurio oraz Gundalianka Paige razem z Subterrą Bolderonem, dodatkowo jako tymczasowe wsparcie do drużyny powracają: Spectra Phantom oraz Helios - tym razem z mocami Darkusa. W tym sezonie, strażniczym Bakuganem Daniela jest Pyrus Tytanium Dragonoid. Zestawy Bojowe zostaną zastąpione przez wielofunkcyjne „BakuNano”. Akcja tejże serii toczy się w nowej wersji „BakuPrzestrzeni”, w której uformowały się dwie wyjątkowo utalentowane drużyny: „Zespół Anubias” i „Zespół Sellon”.
Od odcinka Evil Arrival (27) rozpoczyna się nowy akt. Rok po ponownym pokonaniu Barodiusa (tutaj Mag Mela) i zniszczeniu BakuPrzestrzeni w Wymiarze Zagłady Fury (prawdopodobnie Żniwiarz) tworzy swojego mechtogana - Coredegona. Ten jednak nie chce mu służyć i zabija go. Razem z trzema innymi mechtoganami (Slycerak, Mandibor oraz Exostriker), którzy również zabili swoich twórców, napada na arene w Bakugan City (Mieście Bakugan). Na arenie właśnie walczą Dan i Gunz-wojownik domeny Haosa. Jakoż iż walka z Danem, Shunem oraz Marucho im nie idzie, łączą się i tworzą Mechtaviusa Destroyera. Bohaterom przychodzi na pomoc Mechtogan Niszczyciel. Dana i Drago, zwany Dragonoid Niszczyciel. Po pokonaniu Mechtoganów nie nastaje spokój: nowy, tajemniczy wojownik o imieniu Mędrzec z Nonet Bakuganami (uwięzionymi w Wymiarze Zagłady przez Dragonoida genezy) próbują zniszczyć Drago. Jak się okazuje pomoga im wskrzeszony Mechtavius Niszczyciel... W tym czasie znika Gunz, który przypomina Mędrca. W akcie powracają m.in. Tigrerra, Runo, Julie oraz Mira. Mira zostaje naukowcem drużyny. Jej Bakugan to Roxtor (dany Marucho). Runo krótko używa Aerogana (ucznia Tigrerry). Julie nie ma żadnego Bakugana i jest reporterką w Mieście Bakugan. Nową ewolucją Drago jest Fuzjo Dragonoid. Partnerami Shuna są Jaakor, Skytruss i Orbeum, zaś Marucho Radizen oraz Roxtor. Partnerem Gunza jest Reptak, używany przez Dana, po jego zniknięciu.

## Postacie
- Dan Kuso (jap. ダン(空操弾馬) Dan (Kūsō Danma))

Seiyū: Yū Kobayashi 
- Runo Misaki (jap. ルノ(美咲琉乃) Runo (Misaki Runo))

Seiyū: Eri Sendai 
- Marucho Marukura (jap. マルチョ (丸蔵兆治) Marucho (Marukura Chōji))

Seiyū: Ryō Hirohashi 
- Shun Kazami (jap. シュン (風見駿) Shun (Kazami Shun))

Seiyū: Chihiro Suzuki 
- Julie (jap. ジュリィ Juryi)

Seiyū: Risa Mizuno 
- Alice (jap. アリス Arisu)

Seiyū: Mamiko Noto 
- Drago (jap. ドラゴ (ノヴァ・ドラゴノイド) Dorago (Nova Doragonoido))

Seiyū: Keiji Fujiwara 
- Mira (jap. ミラ)

Seiyū: Risa Yukino 
- Baron (jap. バロン)

Seiyū: Ryūichi Kubota 
- Ace (jap. エース)

Seiyū: Yasuaki Takumi 
- Spectra (jap. スペクトラ)

Seiyū: Yasuhiro Mamiya 
- Gus (jap. ガス)

Seiyū: Yūki Kaji 
- Jake (jap. ジェイク)

Seiyū: Shintarō Ōhata 
- Fabia (jap. ファビア)

Seiyū: Haruhi Nanao 
- Ren (jap. レン)

Seiyū: Hirofumi Nojima 
- Barodius (jap. バリオディウス)

Seiyū: Ken Narita 

## Produkcja
Pod koniec lutego 2007 roku, za pośrednictwem telewizji, ogłoszono powstawanie serii Bakugan Battle Brawlers (jap. 爆丸　バトルブローラーズ), której postacie miałyby opierać się na linii zabawek produkowanych przez firmę Sega. W produkcję zaangażowana jest także kanadyjska firma Nelvana.
Pierwsza seria, zatytułowana Bakugan: Młodzi wojownicy (jap. 爆丸　バトルブローラーズ Bakugan batoruburōrāzu) została wyprodukowana przez TMS Entertainment i składa się z 52 odcinków. Reżyserem tej serii jest Mitsuo Hashimoto, za kompozycję odpowiada Atsushi Maekawa, projekty postaci przygotował Yoshihiro Nagamori, a projekty potworów Itaru Ueda, Noriyoshi Matsumura oraz Susumu Imaishi. Za koncept serii odpowiadają firmy Sega Toys oraz Spin Master. Kolejne odcinki miały w Japonii swoją premierę na kanale TV Tokyo od 5 kwietnia 2007 do 27 marca 2008 roku.
Seria druga
Kolejna seria, będąca kontynuacją poprzedniej, zatytułowana Bakugan: Młodzi wojownicy − Nowa Vestroia (jap. 爆丸　バトルブローラーズ　ニューヴェストロイア Bakugan batoruburōrāzu nyū vesutoroia; ang. Bakugan Battle Brawlers New Vestroia), również składa się z 52 odcinków. Reżyserem tej serii jest Mitsuo Hashimoto, za kompozycję odpowiada Atsushi Maekawa, projekty postaci przygotował Yoshihiro Nagamori, a projekty potworów Itaru Ueda, Noriyoshi Matsumura oraz Hiroshi Akimoto; muzykę skomponował Takayuki Negishi. Produkcją serii zajęło się ponownie studio TMS Entertainment, tym razem współpracując ze studiem Vistec oraz z firmą Studio Hibari.
Kolejne odcinki miały w Japonii swoją premierę na kanale TV Tokyo od 2 marca 2010 do 5 marca 2011 roku. Seria dystrybuowana była także przez 25 innych stacji telewizyjnych i sześć stacji powiązanych z TV Tokyo.
Seria trzecia
W kwietniowym numerze „Gekkan Toy Journal” w 2009 roku Isao Kokubun, szef Sega Toys, ujawnił w wywiadzie że trzecia seria Bakugan jest w fazie planowania. 29 września 2009 roku, podczas Dnia Inwestora firmy Corus Entertainment ujawniono, że trzeci sezon zaplanowany został na 2010 rok.
Trzecia seria, zatytułowana Bakugan: Młodzi wojownicy - Najeźdźcy z Gundalii (jap. 爆丸　バトルブローラーズ　ガンダリアンインベーダーズ Bakugan batoruburōrāzu gandarian inbēdāzu; ang. Bakugan Battle Brawlers Gundalian Invaders), składa się z 39 odcinków. Reżyserem tej serii jest Mitsuo Hashimoto, za kompozycję odpowiada Atsushi Maekawa, projekty postaci przygotował Yoshihiro Nagamori, a projekty potworów Submarine; muzykę skomponował Takayuki Negishi. Produkcją serii zajęło się ponownie studio TMS Entertainment, tym razem współpracując ze studiem Maxpire Entertainment oraz z firmą Studio Hibari. W produkcję zaangażowana była także kanadyjska firma Nelvana.
Kolejne odcinki miały w Japonii swoją premierę na kanale TV Tokyo od 3 kwietnia 2011 do 29 stycznia 2012 roku. Seria dystrybuowana była także przez sześć stacji powiązanych.
Seria czwarta
30 września 2010 roku firma Nelvana Enterprises potwierdziła planowanie czwartej serii, zatytułowanej Bakugan: Młodzi wojownicy - Świat Mechtoganów (ang. Bakugan: Mechtanium Surge). W styczniu 2011 roku podano, że premiera będzie miała miejsce 13 lutego 2011 roku w Ameryce Północnej.

### Spin-off
Z franczyzą związana jest także seria mangi, zatytułowana Baku Tech! Bakugan (jap. 爆TECH!爆丸), której kolejne rozdziały ukazywały się od 2010 roku w magazynie dla dzieci „CoroCoro Comic” wydawnictwa Shogakukan. Autorem mangi jest Shingo.
Na jej podstawie wyprodukowano anime o tym samym tytule, którego powstawanie ogłoszono w styczniu 2012 roku.

## Odcinki
Serial po raz pierwszy pojawił się w Polsce na kanale Cartoon Network:
- I seria (odcinki 1-26) − 2 lutego 2009 roku,
- I seria (odcinki 27-52) − 1 października 2009 roku,
- II seria (odcinki 53-78) − 15 marca 2010 roku,
- II seria (odcinki 79-104) − 25 października 2010 roku,
- III seria (odcinki 105-117) − 25 marca 2011 roku,
- III seria (odcinki 117-130) − 2 maja 2011 roku,
- III seria (odcinki 131-143) − 3 października 2011 roku,
- IV seria (odcinki 144-168) − 27 lutego 2012 roku,
- IV seria (odcinki 169-189) − 28 sierpnia 2012 roku.

| Premiera odcinka                     | Premiera odcinka | Nr  | Polski tytuł                           | Angielski tytuł                   |
| ------------------------------------ | ---------------- | --- | -------------------------------------- | --------------------------------- |
|                                      |                  |     |                                        |                                   |
| SERIA PIERWSZA - MŁODZI WOJOWNICY    |                  |     |                                        |                                   |
|                                      |                  |     |                                        |                                   |
| 24.02.2008                           | 02.02.2009       | 001 | Bakugan, początek bitwy                | Bakugan The Battle Begins         |
|                                      |                  |     |                                        |                                   |
| 24.02.2008                           | 03.02.2009       | 002 | Dorwać Maskarada                       | Masquerade Ball                   |
|                                      |                  |     |                                        |                                   |
| 07.03.2008                           | 04.02.2009       | 003 | Kłótnia przyjaciół                     | A Feud Between Friends            |
|                                      |                  |     |                                        |                                   |
| 15.03.2008                           | 05.02.2009       | 004 | Dan i Drago                            | Dan and Drago                     |
|                                      |                  |     |                                        |                                   |
| 22.03.2008                           | 06.02.2009       | 005 | Runo rządzi                            | Runo Rules                        |
|                                      |                  |     |                                        |                                   |
| 29.03.2008                           | 09.02.2009       | 006 | Pojedynek grupowy                      | A Combination Battle              |
|                                      |                  |     |                                        |                                   |
| 05.04.2008                           | 10.02.2009       | 007 | Idol Bakuganów                         | Bakugan Idol                      |
|                                      |                  |     |                                        |                                   |
| 12.04.2008                           | 11.02.2009       | 008 | Dziewczyny chcą grać                   | Girls Just Wanna Have Fun         |
|                                      |                  |     |                                        |                                   |
| 19.04.2008                           | 12.02.2009       | 009 | Walczyć czy uciekać?                   | Fight or Flight                   |
|                                      |                  |     |                                        |                                   |
| 26.04.2008                           | 13.02.2009       | 010 | Dobrana para                           | A Perfect Match                   |
|                                      |                  |     |                                        |                                   |
| 03.05.2008                           | 16.02.2009       | 011 | Dziadek kontra Bakugan                 | Grandpa’s Got A Brand New Bakugan |
|                                      |                  |     |                                        |                                   |
| 10.05.2008                           | 17.02.2009       | 012 | Przełom                                | Bakugan Stall                     |
|                                      |                  |     |                                        |                                   |
| 17.05.2008                           | 18.02.2009       | 013 | Stawiam na Shuna                       | Just For The Shun Of It           |
|                                      |                  |     |                                        |                                   |
| 24.05.2008                           | 19.02.2009       | 014 | Historia Vestroi                       | The Story Of Vestroia             |
|                                      |                  |     |                                        |                                   |
| 31.05.2008                           | 20.02.2009       | 015 | Pojedynek na pustyni                   | Duel in the Desert                |
|                                      |                  |     |                                        |                                   |
| 07.06.2008                           | 23.02.2009       | 016 | Odwaga = chwała                        | No Guts No Glory                  |
|                                      |                  |     |                                        |                                   |
| 14.06.2008                           | 24.02.2009       | 017 | Przyjaciele na wieki                   | BFF Best Friends Forever          |
|                                      |                  |     |                                        |                                   |
| 21.06.2008                           | 25.02.2009       | 018 | Ewolucja, rewolucja                    | Evolution Revolution              |
|                                      |                  |     |                                        |                                   |
| 28.06.2008                           | 26.02.2009       | 019 | Julie się nie poddaje                  | Julie Plays „Hard Brawl”          |
|                                      |                  |     |                                        |                                   |
| 12.07.2008                           | 27.02.2009       | 020 | Jak dobrze mieć przyjaciół             | A Little Help from my Friends     |
|                                      |                  |     |                                        |                                   |
| 19.07.2008                           | 02.03.2009       | 021 | Mój dobry przyjaciel                   | My Good Friend                    |
|                                      |                  |     |                                        |                                   |
| 26.07.2008                           | 03.03.2009       | 022 | Drago w akcji                          | Drago’s On Fire                   |
|                                      |                  |     |                                        |                                   |
| 02.08.2008                           | 04.03.2009       | 023 | Dzielny wojownik                       | Say It Ain’t So Joe               |
|                                      |                  |     |                                        |                                   |
| 09.08.2008                           | 05.03.2009       | 024 | Tajemnica sukcesu                      | The Secrets of Success            |
|                                      |                  |     |                                        |                                   |
| 16.08.2008                           | 06.03.2009       | 025 | Zaufaj mi                              | Trust Me                          |
|                                      |                  |     |                                        |                                   |
| 23.08.2008                           | 09.03.2009       | 026 | Maskarad nadchodzi                     | Doom Dimension or Bust            |
|                                      |                  |     |                                        |                                   |
| 30.08.2008                           | 01.10.2009       | 027 | Wielka zadyma                          | Show Down                         |
|                                      |                  |     |                                        |                                   |
| 06.09.2008                           | 02.10.2009       | 028 | Na ratunek Danowi                      | The Brawler’s Last Stand          |
|                                      |                  |     |                                        |                                   |
| 13.09.2008                           | 05.10.2009       | 029 | Koszmar w Wymiarze Zagłady             | Nightmare In Doomsville           |
|                                      |                  |     |                                        |                                   |
| 20.09.2008                           | 06.10.2009       | 030 | Jestem Marucho i dam Wam popalić       | I am Marucho Hear Me Roar         |
|                                      |                  |     |                                        |                                   |
| 27.09.2008                           | 07.10.2009       | 031 | Daleko od domu                         | A Place Far From Home             |
|                                      |                  |     |                                        |                                   |
| 04.10.2008                           | 08.10.2009       | 032 | Bądź grzeczna Runo                     | Play Nice Runo                    |
|                                      |                  |     |                                        |                                   |
| 11.10.2008                           | 09.10.2009       | 033 | Dopadnę Cię, klaunie                   | You’re Going Down, Clown          |
|                                      |                  |     |                                        |                                   |
| 18.10.2008                           | 12.10.2009       | 034 | Nie ma jak w domu                      | Home Sweet Home                   |
|                                      |                  |     |                                        |                                   |
| 25.10.2008                           | 13.10.2009       | 035 | Ostatni test Dana                      | Dan’s Last Stand                  |
|                                      |                  |     |                                        |                                   |
| 01.11.2008                           | 14.10.2009       | 036 | Pokaż na co Cię stać                   | Show Me What You’ve Got           |
|                                      |                  |     |                                        |                                   |
| 08.11.2008                           | 15.10.2009       | 037 | Upragniona ewolucja                    | You Say You Want An Evolution     |
|                                      |                  |     |                                        |                                   |
| 15.11.2008                           | 16.10.2009       | 038 | Tajemnica Maskarada                    | Behind The Mask of Masquerade     |
|                                      |                  |     |                                        |                                   |
| 22.11.2008                           | 19.10.2009       | 039 | Maskarad zdemaskowany                  | Masquerade Unmasked               |
|                                      |                  |     |                                        |                                   |
| 06.12.2008                           | 20.10.2009       | 040 | Alice dostaje nauczkę                  | Alice Gets Schooled               |
|                                      |                  |     |                                        |                                   |
| 13.12.2008                           | 21.10.2009       | 041 | Rybka zwana Taygen                     | A Fish Called Taygen              |
|                                      |                  |     |                                        |                                   |
| 20.12.2008                           | 22.10.2009       | 042 | Wyścig do serca Vestroi                | The Race To Vestroia              |
|                                      |                  |     |                                        |                                   |
| 27.12.2008                           | 23.10.2009       | 043 | Następny przystanek u Nagi             | Next Stop Naga-Ville              |
|                                      |                  |     |                                        |                                   |
| 03.01.2009                           | 26.10.2009       | 044 | Cios z dystansu                        | It’s a Long Shot                  |
|                                      |                  |     |                                        |                                   |
| 10.01.2009                           | 27.10.2009       | 045 | Halo Dan, zgłoś się                    | Ground Control to Major Dan!      |
|                                      |                  |     |                                        |                                   |
| 17.01.2009                           | 28.10.2009       | 046 | Gwiazdy w natarciu                     | The One Hit Wonders               |
|                                      |                  |     |                                        |                                   |
| 24.01.2009                           | 29.10.2009       | 047 | Brudna robota                          | Here’s Mud In Your Eye            |
|                                      |                  |     |                                        |                                   |
| 31.01.2009                           | 30.10.2009       | 048 | Czas zemsty                            | R is for Revenge                  |
|                                      |                  |     |                                        |                                   |
| 07.02.2009                           | 02.11.2009       | 049 | Rozgrywka w Warnington                 | Showdown in Warnington            |
|                                      |                  |     |                                        |                                   |
| 14.02.2009                           | 03.11.2009       | 050 | Dobrzy, źli i Bakugan                  | The Good, the Bad and the Bakugan |
|                                      |                  |     |                                        |                                   |
| 21.02.2009                           | 04.11.2009       | 051 | Ostatnia walka                         | The Final Brawl                   |
|                                      |                  |     |                                        |                                   |
| 28.02.2009                           | 05.11.2009       | 052 | Koniec gry                             | Game Over                         |
|                                      |                  |     |                                        |                                   |
| SERIA DRUGA – NOWA VESTROIA          |                  |     |                                        |                                   |
|                                      |                  |     |                                        |                                   |
| 12.04.2009                           | 15.03.2010       | 053 | Inwazja Vestalian                      | Invasion of the Vestals           |
|                                      |                  |     |                                        |                                   |
| 19.04.2009                           | 16.03.2010       | 054 | Walka z Acem                           | Facing Ace                        |
|                                      |                  |     |                                        |                                   |
| 26.04.2009                           | 17.03.2010       | 055 | Nakręć się                             | Get Psyched                       |
|                                      |                  |     |                                        |                                   |
| 03.05.2010                           | 18.03.2010       | 056 | Misja Marucho                          | Marucho's Mission                 |
|                                      |                  |     |                                        |                                   |
| 10.05.2009                           | 19.03.2010       | 057 | Smak porażki                           | A Taste of Defeat                 |
|                                      |                  |     |                                        |                                   |
| 17.05.2009                           | 22.03.2010       | 058 | Powrót przyjaciela                     | Return of a Friend                |
|                                      |                  |     |                                        |                                   |
| 24.05.2009                           | 23.03.2010       | 059 | Cyber koszmar                          | Cyber Nightmare                   |
|                                      |                  |     |                                        |                                   |
| 31.05.2009                           | 24.03.2010       | 060 | Jaki jest plan?                        | What's The Plan?                  |
|                                      |                  |     |                                        |                                   |
| 07.06.2009                           | 25.03.2010       | 061 | Droga do wolności                      | Freedom Run                       |
|                                      |                  |     |                                        |                                   |
| 14.06.2009                           | 26.03.2010       | 062 | Niespodziewany gość                    | Surprise Visitor                  |
|                                      |                  |     |                                        |                                   |
| 21.06.2009                           | 29.03.2010       | 063 | Po drugiej stronie                     | Gate Crashers                     |
|                                      |                  |     |                                        |                                   |
| 28.06.2009                           | 30.03.2010       | 064 | Zdemaskowany                           | Unmasked                          |
|                                      |                  |     |                                        |                                   |
| 05.07.2009                           | 31.03.2010       | 065 | Nocne głosy                            | Voices in the Night               |
|                                      |                  |     |                                        |                                   |
| 12.07.2009                           | 01.04.2010       | 066 | Pojedynek na wydmach                   | Duel in the Dunes                 |
|                                      |                  |     |                                        |                                   |
| 19.07.2009                           | 02.04.2010       | 067 | Ostatni sprawiedliwy                   | Last One Standing                 |
|                                      |                  |     |                                        |                                   |
| 26.07.2009                           | 05.04.2010       | 068 | Pokaż Mi swoją moc!                    | Show Me the Power!                |
|                                      |                  |     |                                        |                                   |
| 02.08.2009                           | 06.04.2010       | 069 | Gdzie jest mój Bakugan?                | Dude, Where Is My Bakugan?        |
|                                      |                  |     |                                        |                                   |
| 09.08.2009                           | 07.04.2010       | 070 | Żegnaj, Bakuganie                      | Gone, Gone Bakugan                |
|                                      |                  |     |                                        |                                   |
| 16.08.2009                           | 08.04.2010       | 071 | Więzy rodzinne                         | Family Ties                       |
|                                      |                  |     |                                        |                                   |
| 23.08.2009                           | 09.04.2010       | 072 | Pojedynek w mieście Beta               | Beta City Blues                   |
|                                      |                  |     |                                        |                                   |
| 30.08.2009                           | 12.04.2010       | 073 | Braterska miłość                       | Brotherly Love                    |
|                                      |                  |     |                                        |                                   |
| 06.09.2009                           | 13.04.2010       | 074 | Podziemna misja                        | Underground Take Down             |
|                                      |                  |     |                                        |                                   |
| 13.09.2009                           | 14.04.2010       | 075 | Walka twarzą w twarz                   | Wall To Wall Brawl                |
|                                      |                  |     |                                        |                                   |
| 20.09.2009                           | 15.04.2010       | 076 | Super Bakugan                          | Ultimate Bakugan                  |
|                                      |                  |     |                                        |                                   |
| 27.09.2009                           | 16.04.2010       | 077 | Odliczanie                             | Final Countdown                   |
|                                      |                  |     |                                        |                                   |
| 04.10.2009                           | 19.04.2010       | 078 | Znowu razem                            | Reunion                           |
|                                      |                  |     |                                        |                                   |
| 07.11.2009                           | 25.10.2010       | 079 | Sześć stopni zniszczenia               | Six Degrees of Destruction        |
|                                      |                  |     |                                        |                                   |
| 14.11.2009                           | 26.10.2010       | 080 | Zemsta Vexosów                         | Revenge Of The Vexos              |
|                                      |                  |     |                                        |                                   |
| 21.11.2009                           | 27.10.2010       | 081 | Ocalony przez Syrenę                   | Saved by the Siren                |
|                                      |                  |     |                                        |                                   |
| 29.11.2009                           | 28.10.2010       | 082 | Dzień, w którym Nowa Vestroia zadrżała | The Day Vestroia Stood Still      |
|                                      |                  |     |                                        |                                   |
| 06.12.2009                           | 29.10.2010       | 083 | Powrót Spectry                         | Spectra Rises                     |
|                                      |                  |     |                                        |                                   |
| 13.12.2009                           | 01.11.2010       | 084 | Shadow atakuje                         | Shadow Attack                     |
|                                      |                  |     |                                        |                                   |
| 26.12.2009                           | 02.11.2010       | 085 | Zdrada Brontesa                        | Brontes' Betrayal                 |
|                                      |                  |     |                                        |                                   |
| 02.01.2010                           | 03.11.2010       | 086 | Atak wroga                             | Earth Invaders                    |
|                                      |                  |     |                                        |                                   |
| 09.01.2010                           | 04.11.2010       | 087 | Ucieczka Elfin                         | Elfin on the Run                  |
|                                      |                  |     |                                        |                                   |
| 17.01.2010                           | 05.11.2010       | 088 | Pokaz samurajów                        | Samurai Showdown!                 |
|                                      |                  |     |                                        |                                   |
| 24.01.2010                           | 08.11.2010       | 089 | Wirtualne szaleństwo                   | Virtual Insanity                  |
|                                      |                  |     |                                        |                                   |
| 31.01.2010                           | 09.11.2010       | 090 | Wszystko albo nic                      | All or Nothing                    |
|                                      |                  |     |                                        |                                   |
| 07.02.2010                           | 10.11.2010       | 091 | Pomścić Spectrę                        | Avenging Spectra                  |
|                                      |                  |     |                                        |                                   |
| 14.02.2010                           | 11.11.2010       | 092 | Zasadzka                               | Ambush                            |
|                                      |                  |     |                                        |                                   |
| 21.02.2010                           | 30.12.2010       | 093 | Ostateczna bitwa                       | BT: The Final Battle              |
|                                      |                  |     |                                        |                                   |
| 28.02.2010                           | 31.12.2010       | 094 | Ewakuacja                              | Exodus                            |
|                                      |                  |     |                                        |                                   |
| 06.03.2010                           | 01.01.2011       | 095 | Anonimowa wiadomość                    | Phantom Data Attack               |
|                                      |                  |     |                                        |                                   |
| 13.03.2010                           | 02.01.2011       | 096 | Ostatnie starcie ze Spectrą            | Spectra's Last Stand              |
|                                      |                  |     |                                        |                                   |
| 20.03.2010                           | 25.02.2011       | 097 | Drago w natarciu                       | Fusion Confusion                  |
|                                      |                  |     |                                        |                                   |
| 27.03.2010                           | 28.02.2011       | 098 | Bunt Volta                             | Volt's Revolt                     |
|                                      |                  |     |                                        |                                   |
| 04.04.2010                           | 01.03.2011       | 099 | Odwet                                  | Payback!                          |
|                                      |                  |     |                                        |                                   |
| 11.04.2010                           | 02.03.2011       | 100 | Akcja Mylene                           | Mylene's Meltdown                 |
|                                      |                  |     |                                        |                                   |
| 18.04.2010                           | 03.03.2011       | 101 | Walka o tron                           | An Heir to Spare                  |
|                                      |                  |     |                                        |                                   |
| 25.04.2010                           | 04.03.2011       | 102 | Broń Absolutna                         | Ultimate Weapon                   |
|                                      |                  |     |                                        |                                   |
| 02.05.2010                           | 07.03.2011       | 103 | Wszyscy za Jednego                     | All For One                       |
|                                      |                  |     |                                        |                                   |
| 09.05.2010                           | 08.03.2011       | 104 | Ostatnia rozgrywka                     | Final Fury                        |
|                                      |                  |     |                                        |                                   |
| SERIA TRZECIA – NAJEŹDŹCY Z GUNDALII |                  |     |                                        |                                   |
|                                      |                  |     |                                        |                                   |
| 23.05.2010                           | 25.03.2011       | 105 | Nowy początek                          | A New Beginning                   |
|                                      |                  |     |                                        |                                   |
| 30.05.2010                           | 28.03.2011       | 106 | Odkrycie                               | Revelation                        |
|                                      |                  |     |                                        |                                   |
| 06.06.2010                           | 29.03.2011       | 107 | Gość                                   | The Visitor                       |
|                                      |                  |     |                                        |                                   |
| 13.06.2010                           | 30.03.2011       | 108 | Zostać wojownikiem                     | Brawler to Be                     |
|                                      |                  |     |                                        |                                   |
| 20.06.2010                           | 31.03.2011       | 109 | Konfrontacja                           | Confrontation                     |
|                                      |                  |     |                                        |                                   |
| 27.06.2010                           | 01.04.2011       | 110 | Demaskacja                             | Exposed                           |
|                                      |                  |     |                                        |                                   |
| 04.07.2010                           | 04.04.2011       | 111 | Bolesna prawda                         | True Colours                      |
|                                      |                  |     |                                        |                                   |
| 11.07.2010                           | 05.04.2011       | 112 | Wrogie przejęcie                       | Hostile Takeover                  |
|                                      |                  |     |                                        |                                   |
| 18.07.2010                           | 06.04.2011       | 113 | Atak bliźniaków                        | Twin Attack                       |
|                                      |                  |     |                                        |                                   |
| 25.07.2010                           | 07.04.2011       | 114 | Ucieczka od ciemności                  | Escape from Darkness              |
|                                      |                  |     |                                        |                                   |
| 01.08.2010                           | 08.04.2011       | 115 | Tajemniczy dar                         | Secret Package                    |
|                                      |                  |     |                                        |                                   |
| 08.08.2010                           | 11.04.2011       | 116 | Żywioł                                 | The Element                       |
|                                      |                  |     |                                        |                                   |
| 15.08.2010                           | 12.04.2011       | 117 | Podwójne zło                           | Twin Evil                         |
|                                      |                  |     |                                        |                                   |
| 22.08.2010                           | 02.05.2011       | 118 | Święta kula                            | The Sacred Orb                    |
|                                      |                  |     |                                        |                                   |
| 29.08.2010                           | 03.05.2011       | 119 | Pułapka                                | Decoy Unit                        |
|                                      |                  |     |                                        |                                   |
| 05.09.2010                           | 04.05.2011       | 120 | Zamiana                                | The Secret Switch                 |
|                                      |                  |     |                                        |                                   |
| 12.09.2010                           | 05.05.2011       | 121 | Bitwa o drugą osłonę                   | Battle for the Second Shield      |
|                                      |                  |     |                                        |                                   |
| 19.09.2010                           | 06.05.2011       | 122 | Ostatni występ                         | Curtain Call                      |
|                                      |                  |     |                                        |                                   |
| 26.09.2010                           | 09.05.2011       | 123 | Tajemnica kuli                         | The Secret of the Orb             |
|                                      |                  |     |                                        |                                   |
| 02.10.2010                           | 10.05.2011       | 124 | Do końca razem                         | Partners 'Til the End             |
|                                      |                  |     |                                        |                                   |
| 02.10.2010                           | 11.05.2011       | 125 | Dziel i rządź                          | Divide and Conquer                |
|                                      |                  |     |                                        |                                   |
| 02.10.2010                           | 12.05.2011       | 126 | Pojazd bojowy                          | Mobile Assault                    |
|                                      |                  |     |                                        |                                   |
| 02.10.2010                           | 13.05.2011       | 127 | Powrót Sida                            | Sid Returns                       |
|                                      |                  |     |                                        |                                   |
| 02.10.2010                           | 16.05.2011       | 128 | Dharak Colossus                        | Colossus Dharak                   |
|                                      |                  |     |                                        |                                   |
| 09.10.2010                           | 17.05.2011       | 129 | Dragonoid Colossus                     | Dragonoid Colossus                |
|                                      |                  |     |                                        |                                   |
| 16.10.2010                           | 18.05.2011       | 130 | Wybaczenie                             | Forgiveness                       |
|                                      |                  |     |                                        |                                   |
| 23.10.2010                           | 03.10.2011       | 131 | Nadciąga burza                         | Into the Storm                    |
|                                      |                  |     |                                        |                                   |
| 30.10.2010                           | 04.10.2011       | 132 | Powrót Jake’a                          | Jake Returns                      |
|                                      |                  |     |                                        |                                   |
| 06.11.2010                           | 05.10.2011       | 133 | Geneza                                 | Genesis                           |
|                                      |                  |     |                                        |                                   |
| 13.11.2010                           | 06.10.2011       | 134 | Infiltracja                            | Infiltrated                       |
|                                      |                  |     |                                        |                                   |
| 20.11.2010                           | 07.10.2011       | 135 | Prawdziwa Ewolucja                     | True Evolution                    |
|                                      |                  |     |                                        |                                   |
| 27.11.2010                           | 10.10.2011       | 136 | Rozbrat z przeszłością                 | Redemption                        |
|                                      |                  |     |                                        |                                   |
| 04.12.2010                           | 11.10.2011       | 137 | Ostatnia bitwa Jake’a                  | Jake's Last Stand                 |
|                                      |                  |     |                                        |                                   |
| 11.12.2010                           | 12.10.2011       | 138 | Ostateczne uderzenie                   | Final Strike                      |
|                                      |                  |     |                                        |                                   |
| 18.12.2010                           | 13.10.2011       | 139 | Ucieczka                               | Dream Escape                      |
|                                      |                  |     |                                        |                                   |
| 08.01.2011                           | 14.10.2011       | 140 | Atak Gundalian                         | Gundalian Showdown                |
|                                      |                  |     |                                        |                                   |
| 15.01.2011                           | 17.10.2011       | 141 | Złamanie zaklęcia                      | Broken Spell                      |
|                                      |                  |     |                                        |                                   |
| 22.01.2011                           | 18.10.2011       | 142 | Eve                                    | Code Eve                          |
|                                      |                  |     |                                        |                                   |
| 29.01.2011                           | 19.10.2011       | 143 | Prawdziwe przeznaczenie                | Destiny Revealed                  |
|                                      |                  |     |                                        |                                   |
| SERIA CZWARTA – ŚWIAT MECHTOGANÓW    |                  |     |                                        |                                   |
|                                      |                  |     |                                        |                                   |
| 13.02.2011                           | 27.02.2012       | 144 | Próba sił                              | Interspace Showdown               |
|                                      |                  |     |                                        |                                   |
| 20.02.2011                           | 28.02.2012       | 145 | Demolka Mechtogana                     | Mechtogan Mayhem                  |
|                                      |                  |     |                                        |                                   |
| 27.02.2011                           | 29.02.2012       | 146 | Pierwsze potknięcie                    | Disconnect                        |
|                                      |                  |     |                                        |                                   |
| 06.03.2011                           | 01.03.2012       | 147 | Upadek                                 | Fall From Grace                   |
|                                      |                  |     |                                        |                                   |
| 13.03.2011                           | 02.03.2012       | 148 | Wrogie trio                            | Tri-Twister Take Down             |
|                                      |                  |     |                                        |                                   |
| 20.03.2011                           | 05.03.2012       | 149 | Gorzki smak porażki                    | Agony of Defeat                   |
|                                      |                  |     |                                        |                                   |
| 27.03.2011                           | 06.03.2012       | 150 | Bakunano eksplozja                     | BakuNano Explosion                |
|                                      |                  |     |                                        |                                   |
| 03.04.2011                           | 07.03.2012       | 151 | Powrót do Nowej Vestroi                | Return to New Vestroia            |
|                                      |                  |     |                                        |                                   |
| 10.04.2011                           | 08.03.2012       | 152 | Kontrola chaosu                        | Chaos Control                     |
|                                      |                  |     |                                        |                                   |
| 17.04.2011                           | 09.03.2012       | 153 | Królewski ból                          | A Royal Pain                      |
|                                      |                  |     |                                        |                                   |
| 01.05.2011                           | 12.03.2012       | 154 | Zgrany zespół                          | Back in Sync                      |
|                                      |                  |     |                                        |                                   |
| 08.05.2011                           | 13.03.2012       | 155 | Potęga umysłu                          | Mind Research                     |
|                                      |                  |     |                                        |                                   |
| 15.05.2011                           | 14.03.2012       | 156 | Połączenie                             | Re-Connection                     |
|                                      |                  |     |                                        |                                   |
| 22.05.2011                           | 15.03.2012       | 157 | Potrójne zagrożenie                    | Triple Threat                     |
|                                      |                  |     |                                        |                                   |
| 29.05.2011                           | 16.03.2012       | 158 | Oblężenie Bakuprzestrzeni              | Interspace Under Siege            |
|                                      |                  |     |                                        |                                   |
| 05,06.2011                           | 19.03.2012       | 159 | Powrót bohatera                        | A Hero Returns                    |
|                                      |                  |     |                                        |                                   |
| 12.06.2011                           | 20.03.2012       | 160 | Gundalia w ogniu                       | Gundalia Under Fire               |
|                                      |                  |     |                                        |                                   |
| 19.06.2011                           | 21.03.2012       | 161 | Linie frontu                           | Battle Lines                      |
|                                      |                  |     |                                        |                                   |
| 26.06.2011                           | 22.03.2012       | 162 | Otwarcie bramy                         | Unlocking the Gate                |
|                                      |                  |     |                                        |                                   |
| 03.07.2011                           | 23.03.2012       | 163 | Czas na prawdę                         | True Colours                      |
|                                      |                  |     |                                        |                                   |
| 10.07.2011                           | 26.03.2012       | 164 | Niebezpieczna piękność                 | Dangerous Beauty                  |
|                                      |                  |     |                                        |                                   |
| 17.07.2011                           | 27.03.2012       | 165 | Niedokończone sprawy                   | Unfinished Business               |
|                                      |                  |     |                                        |                                   |
| 24.07.2011                           | 28.03.2012       | 166 | Skryty za maską                        | Behind the Mask                   |
|                                      |                  |     |                                        |                                   |
| 31.07.2011                           | 29.03.2012       | 167 | Zagłada Bakuprzestrzeni                | Interspace Armageddon             |
|                                      |                  |     |                                        |                                   |
| 07.08.2011                           | 30.03.2012       | 168 | Ciemny Księżyc                         | Dark Moon                         |
|                                      |                  |     |                                        |                                   |
| 14.08.2011                           | 02.04.2012       | 169 | Ostateczne starcie                     | The Final Takedown                |
|                                      |                  |     |                                        |                                   |
| 10.09.2011                           | 28.08.2012       | 170 | Nadejście wroga                        | Evil Arrival                      |
|                                      |                  |     |                                        |                                   |
| 17.09.2011                           | 29.08.2012       | 171 | Spotkanie z mędrcem                    | Wiseman Cometh                    |
|                                      |                  |     |                                        |                                   |
| 24.09.2011                           | 30.08.2012       | 172 | Tajemnicza więź                        | Mysterious Bond                   |
|                                      |                  |     |                                        |                                   |
| 01.10.2011                           | 31.08.2012       | 173 | Prawdziwa przyjaźń                     | The Prodigal Bakugan              |
|                                      |                  |     |                                        |                                   |
| 08.10.2011                           | 03.09.2012       | 174 | Niemożliwe połączenie                  | Combination Impossible            |
|                                      |                  |     |                                        |                                   |
| 15.10.2011                           | 04.09.2012       | 175 | Sojusz wroga                           | Enemy Allies                      |
|                                      |                  |     |                                        |                                   |
| 22.10.2011                           | 05.09.2012       | 176 | Bitwa o Kraine Bakugan                 | Battle for Bakugan Land           |
|                                      |                  |     |                                        |                                   |
| 29.10.2011                           | 06.09.2012       | 177 | Zagadka Gunza                          | Gunz Blazing                      |
|                                      |                  |     |                                        |                                   |
| 05.11.2011                           | 07.09.2012       | 178 | Potęga Bakuzbroi                       | Battle Suits Bash                 |
|                                      |                  |     |                                        |                                   |
| 12.11.2011                           | 10.09.2012       | 179 | Sądny dzień                            | Countdown to Doomsday             |
|                                      |                  |     |                                        |                                   |
| 19.11.2011                           | 11.09.2012       | 180 | Na dzień przed końcem                  | The Eve of Extermination          |
|                                      |                  |     |                                        |                                   |
| 26.11.2011                           | 12.09.2012       | 181 | Skok po zwycięstwo                     | Jump to Victory                   |
|                                      |                  |     |                                        |                                   |
| 03.12.2011                           | 13.09.2012       | 182 | Na terenie wroga                       | Enemy Infiltration                |
|                                      |                  |     |                                        |                                   |
| 10.12.2011                           | 14.09.2012       | 183 | Powrót Gunza                           | Gunz Lives                        |
|                                      |                  |     |                                        |                                   |
| 17.12.2011                           | 17.09.2012       | 184 | Ewolucja zła                           | Evil Evolution                    |
|                                      |                  |     |                                        |                                   |
| 31.12.2011                           | 18.09.2012       | 185 | Zło kontra zło                         | Evil vs Evil                      |
|                                      |                  |     |                                        |                                   |
| 07.01.2012                           | 19.09.2012       | 186 | Starcie w Wymiarze Zagłady             | Doom Dimension Throwdown          |
|                                      |                  |     |                                        |                                   |
| 07.01.2012                           | 20.09.2012       | 187 | Powrót do przeszłości                  | Blast from the Past               |
|                                      |                  |     |                                        |                                   |
| 07.01.2012                           | 21.09.2012       | 188 | Początek końca                         | The Beginning of the End          |
|                                      |                  |     |                                        |                                   |
| 26.01.2012                           | 24.09.2012       | 189 | Koniec kłopotów                        | End of the Line                   |
|                                      |                  |     |                                        |                                   |

### Ścieżka dźwiękowa
| Seria          | Odcinki  | Tytuł                                                                        | Wykonawca        | Źródło   |
| Czołówka       | Czołówka | Czołówka                                                                     | Czołówka         | Czołówka |
| -------------- | -------- | ---------------------------------------------------------------------------- | ---------------- | -------- |
| 1              | 1 – 30   | „Number One Battle Brawlers” (jap. ナンバーワン・バトルブローラーズ)         | Psychic Lover    | .        |
| 1              | 30 – 51  | „Butchigiri ∞ Generation” (jap. ぶっちぎり∞ジェネレーション)                 | Psychic Lover    | .        |
| 2              | 1 – 52   | „Chō! Saikyō! Warriors” (jap. 超！最強！ウォーリアーズ Chō! Saikyō! Uōriāzu) | Psychic Lover    | [ 2 ]    |
| 3              | 1 – 39   | „Ready Go!”                                                                  | Sissy            | [ 3 ]    |
| Napisy końcowe |          |                                                                              |                  |          |
| 1              | 1 – 26   | „Air Drive”                                                                  | Elephant Girl    | [ 1 ]    |
| 1              | 27 – 51  | „Hello” (jap. ハロー)                                                        | Za Bon           | [ 1 ]    |
| 2              | 1 – 13   | „BANG! BANG! BAKUGAN”                                                        | Yoshifumi Ushima | [ 2 ]    |
| 2              | 14 – 52  | „Communication Breakdown”                                                    | Crush Tears      | [ 2 ]    |
| 3              | 1 – 39   | „Love The Music”                                                             | LISP             | [ 3 ]    |

## Wersja polska

### Seria 1
Wersja polska: Sun Studio Poland

Reżyseria: Joanna Węgrzynowska

Dialogi:
- Maciej Wysocki,
- Anna Hajduk,
- Anna Izdebska (odc. 6-10, 16-20)

Realizacja dźwięku: Piotr Zygo

Wystąpili:
- Grzegorz Drojewski – Dan Kuso
- Jarosław Boberek – Drago
- Katarzyna Łaska – Runo Misaki
- Katarzyna Kozak – Tigrerra
- Brygida Turowska –
  - Marucho,
  - Mama Shuna
- Anna Sztejner –
  - Comba Charlie,
  - Mama Marucha,
  - Verna
- Klaudiusz Kaufmann – Shun
- Joanna Pach – Alice
- Łukasz Lewandowski – Hydranoid
- Beata Wyrąbkiewicz – Julie
- Paweł Szczesny – Golem
- Karol Wróblewski – Maskarad
- Krzysztof Szczerbiński –
  - Rikimaru,
  - Klaus von Hercel,
  - Joe (oprócz odcinków 27-33)
- Agnieszka Fajlhauer –
  - Chan Lee,
  - Mama Joego
- Joanna Węgrzynowska –
  - Baku-komp,
  - Komentatorka pojedynków Bakugan
- Agnieszka Mrozińska – Tatsuya
- Agnieszka Kunikowska – Mama Dana
- Cezary Kwieciński – Ojciec Dana
- Mateusz Narloch – Billy Gilbert
- Paweł Podgórski – Apollonir
- Tomasz Steciuk – Travis
- Monika Pikuła – Chris (odc. 33, 37, 48)
- Barbara Zielińska – Skyress
- Wojciech Machnicki – Dziadek Shuna
- Artur Pontek –
  - Joe (odc. 27-33),
  - Ryo
- Andrzej Chudy –
  - Dragonoid Naga,
  - Michael Gebarlich (seria I),
  - Ojciec Marucho,
  - Żółwoid
- Mieczysław Morański – Michael Gebarlich (seria II)
- Janusz Wituch –
  - Julio Santana,
  - Ojciec Dana
- Cezary Nowak – Cykloid
- Beata Jankowska-Tzimas – Chris (odc. 24)
- Piotr Bąk

i inni
Śpiewali: Juliusz Kamil Kuźnik i Paweł Kowalczyk

### Seria 2 – Nowa Vestroia
Wersja polska: SDI Media Polska

Reżyseria: Joanna Węgrzynowska

Dialogi: Anna Hajduk

Wystąpili:
- Grzegorz Drojewski – Dan Kuso
- Jarosław Boberek – Drago
- Brygida Turowska –
  - Marucho Marukura,
  - Oberon (odc. 79),
  - Mama Dana (odc. 95)
- Katarzyna Łaska –
  - Runo Misaki (odc. 53-54, 62-65, 68-71, 78-79, 82, 85-90, 94-97, 99-100, 102-103),
  - Maron (odc. 81)
- Beata Wyrąbkiewicz – Julie Makimoto (odc. 53-54, 62-65, 68-71, 78-79, 82, 86-90, 94-97, 99-100, 102-103)
- Agnieszka Fajlhauer –
  - Mira Clay,
  - Chan Lee (odc. 84)
- Miłogost Reczek – Król Zenoheld (odc. 74, 79-82, 84, 87, 91-94, 97-104)
- Mateusz Narloch –
  - Baron Leltoy,
  - Billy Gilbert (odc. 54),
  - Shadow Prove (odc. 55, 57, 60, 62-63, 65, 67, 69, 72, 74-77, 83-85, 87, 89-92, 94, 98-101)
- Cezary Kwieciński –
  - Nemus,
  - jeden ze strażników (odc. 54-55),
  - Profesor Clay Fermin (odc. 59, 62-63, 67, 73, 76, 79, 92-94, 97-99, 101-104),
  - dziecko z popcornem w ręku (odc. 64),
  - Ojciec Dana (odc. 66)
- Krzysztof Szczerbiński –
  - Ace Grit,
  - Lync Voan (odc. 53, 57, 59-63, 71-72, 74, 76-77, 82-83, 85-86, 91-92, 94, 98-99, 101),
  - komentator (odc. 54, 57),
  - Klaus von Herzon (odc. 81-83, 85, 88, 95)
- Paweł Podgórski –
  - Spectra Phantom/Keith Clay (odc. 53-55, 57-58, 60, 62-64, 68-78, 83-85, 90-94, 96-104),
  - Volt Luster (odc. 53, 57, 60-61, 65-67, 72, 74-77, 85, 88, 90-92, 97-98, 101),
  - jeden ze strażników (odc. 54)
- Jacek Jarzyna –
  - Frosch (odc. 53, 70, 79),
  - Helios (odc. 53, 58, 68-70, 73, 76-78, 83, 90, 93-94, 96-97, 100, 102-104),
  - Primo Vulcan (odc. 57-58, 64, 103-104),
  - jeden z pomocników (odc. 59),
  - jeden ze strażników (odc. 60-61),
  - Kato (odc. 62, 64),
  - Ojciec Runo (odc. 65, 71, 89, 95),
  - komputer statku (odc. 77),
  - głosy przechodniów (odc. 86),
  - staruszek (odc. 87),
  - jeden z członków armii Vexosów (odc. 92),
  - Bakugan o wyglądzie białej małpy (odc. 95),
  - głos informujący o uruchomieniu sekwencji awaryjnej (odc. 100)
- Piotr Bajtlik –
  - Książę Hydron (odc. 53-55, 58, 62, 65, 69, 72, 74-77, 85, 87, 91-94, 97-102, 104),
  - jeden z uczestników turnieju (odc. 60),
  - osoba z widowni (odc. 61),
  - pomocnik #1 (odc. 79),
  - Apollonir (odc. 79),
  - Maskarad (odc. 84),
  - jeden z mężczyzn pracujących dla Marucho (odc. 89, 95)
- Joanna Węgrzynowska –
  - Bakukomp,
  - Ingram,
  - Verna (odc. 94)
- Katarzyna Kozak –
  - Tigrerra (odc. 53, 78-79, 86, 89, 94, 103),
  - Mama Runo (odc. 65)
- Łukasz Lewandowski –
  - Hydranoid (odc. 54, 84),
  - Doktor Michael Gehabich (odc. 62-63, 71, 82, 84, 99, 103),
  - Farbros (odc. 79),
  - Ojciec Dana (odc. 81)
- Janusz Wituch –
  - jeden ze strażników (odc. 54, 61),
  - jeden z pomocników (odc. 59),
  - komentator turnieju walk (odc. 60-61, 65)
- Klaudiusz Kaufmann –
  - Shun Kazami,
  - Percival,
  - Profesor Clay Fermin (odc. 54),
  - Aquos Abis Omega (odc. 56),
  - mężczyzna prowadzący teleturniej (odc. 66)
- Agnieszka Kunikowska –
  - Mylene Farrow (odc. 55-57, 60, 63, 65, 67, 69, 72, 74-77, 86, 89-94, 97-101),
  - Mama Dana (odc. 64, 66, 68-69, 71),
  - matka dziecka (odc. 78),
  - Syrenoid (odc. 85, 95),
  - aktorka z filmu (odc. 87)
- Anna Sztejner –
  - Elfin,
  - chłopak z widowni (odc. 60-61),
  - wróżbitka (odc. 68),
  - dziecko (odc. 78),
  - Mama Barona (odc. 80),
  - rodzeństwo Barona (odc. 80)
- Tomasz Steciuk –
  - Gus Grav (odc. 57-58, 60, 62-64, 68-76, 78, 85, 90-91, 96, 101-104),
  - jeden z uczestników turnieju (odc. 60),
  - osoba z widowni (odc. 61)
- Paweł Szczesny –
  - głos z reklamy (odc. 59-60),
  - osoba z widowni (odc. 60),
  - Elico (odc. 65, 72, 74, 77-78, 91),
  - Gorem (odc. 78-79, 86, 89, 103),
- Joanna Pach – Alice Gehabich (odc. 62-63, 71, 78, 82, 84-85, 99, 103)
- Krzysztof Cybiński –
  - Preyas (odc. 56, 78-79, 82, 86-87, 89, 92, 94, 96-97, 100, 102-104),
  - komputer pokładowy Heliosa (odc. 73, 76),
  - głos od aktywacji systemu autodestrukcji (odc. 77-78),
  - Gus Grav (odc. 83-84),
  - mężczyzna informujący Vexosów o wykryciu sygnału (odc. 90),
  - komputer pokładowy Farbrosa (odc. 91, 101),
  - Ren Krawler (odc. 104)
- Barbara Zielińska – Skyress (odc. 78, 82)
- Bożena Furczyk –
  - Mylene Farrow (odc. 80-81, 83-84),
  - Syrenoid (odc. 81, 83)
- Tomasz Robaczewski – Książę Hydron (odc. 80-81, 83-84)
- Grzegorz Kwiecień – Volt Luster (odc. 83-84)
- Andrzej Chudy –
  - Clayf (odc. 79),
  - Kato (odc. 79, 86, 88-89, 94, 97, 100),
  - Primo Vulcan (odc. 91)
- Karol Wróblewski –
  - komputer pokładowy Heliosa (odc. 83),
  - komputer teleportacji (odc. 84)
- Wojciech Paszkowski –
  - Fortress (odc. 84),
  - mężczyzna informujący Zenohelda o nieudanej teleportacji (odc. 84)
- Julia Kołakowska-Bytner – Maron (odc. 85, 88)
- Łukasz Węgrzynowski –
  - Billy Gilbert (odc. 89-90),
  - Cykloid (odc. 89),
  - Robot-taksówkarz (odc. 91-92),
  - pomocnik profesora Claya (odc. 94),
  - Ojciec Dana (odc. 95),
  - komputer pokładowy Heliosa (odc. 96, 100),
  - brat Volta (odc. 98)

i inni
Śpiewali: Juliusz Kamil Kuźnik i Paweł Kowalczyk

### Seria 3 – Najeźdźcy z Gundalii
Wersja polska: SDI Media Polska

Reżyseria: Joanna Węgrzynowska

Dialogi: Anna Hajduk

Wystąpili:
- Grzegorz Drojewski – Dan Kuso
- Jarosław Boberek – Drago
- Brygida Turowska –
  - Marucho Marukura,
  - Mama Dana (odc. 105, 113, 117)
- Beata Wyrąbkiewicz – Julie Makimoto (odc. 105-106, 108, 114, 116-117, 126, 143)
- Krzysztof Cybiński –
  - Jake Valley,
  - Lythirus (odc. 118, 120-122, 128-129, 136, 138, 140-142)
- Joanna Węgrzynowska –
  - Komputer Bakuprzestrzenii,
  - Bakukomp
- Łukasz Węgrzynowski –
  - Ren Krawler,
  - Gundaliański żołnierz (odc. 137-138)
- Andrzej Chudy –
  - Kato (odc. 105-106, 111, 114),
  - Contestir (odc. 109, 114, 117, 124, 140-141),
  - jeden ze strażników (odc. 121),
  - komentator pojedynków (odc. 143)
- Klaudiusz Kaufmann – Shun Kazami
- Cezary Kwieciński –
  - chłopak walczący z Shunem (odc. 105),
  - komentator pojedynków (odc. 105-116),
  - Airzel (odc. 114-116, 118-119, 121, 126, 128-129, 134, 138-142)
- Janusz Wituch –
  - Cesarz Bariodus (odc. 105-106, 109, 111-112, 114, 116-119, 121, 123-126, 128-131, 134-135, 137-143),
  - Phospos (odc. 106, 114, 121, 141),
  - dawny opiekun Linehalta (odc. 114),
  - Nitiański żołnierz (odc. 123-124, 132)
- Jakub Szydłowski –
  - Linehalt,
  - Sid Arkail (odc. 106, 109, 111-113, 115-117, 127-128),
  - Nitiański żołnierz (odc. 118, 124),
  - dawny opiekun Linehalta (odc. 127)
- Łukasz Talik –
  - Rubanoid (odc. 106, 109, 111-112, 116-117, 127-128, 130, 140-141, 143),
  - Stoica (odc. 118-122, 126, 128-129, 135-136, 138-142)
- Marta Dobecka –
  - Fabia Sheen,
  - jedna z pary dziewczyn wyzywających chłopaków (odc. 113)
- Adam Pluciński –
  - chłopak zarywający do Fabii (odc. 107),
  - chłopak walczący z Masonem (odc. 108),
  - jeden z zaczepionych przez Sida chłopców (odc. 109),
  - Keisei (odc. 112),
  - jeden z chłopców w tłumie (odc. 113),
  - Sein Pam (odc. 113),
  - Kapitan Elright (odc. 115, 118-119, 123-126, 129-133, 139-143),
  - mały chłopiec II (odc. 115),
  - mniejszy z chłopców przeteleportowany przez Dana i Fabię (odc. 115)
- Zbigniew Konopka –
  - Aranaut,
  - Nurzak (odc. 112, 118, 122-125, 127, 129, 133-136, 138, 141-143),
  - Strikeflier (odc. 129)
- Jerzy Gmurzyński –
  - Mason Brown (odc. 108-109, 111-112, 119-120, 123, 133-138, 140-142),
  - Gundaliański żołnierz (odc. 131),
  - kolega Jake’a (odc. 133)
- Wojciech Machnicki –
  - Avior (odc. 108, 112, 119-120, 123, 133-138, 140-142),
  - Dharak (odc. 109, 112, 114, 118-119, 123, 125-129, 135, 137-139, 141-143),
  - Sabator (odc. 118, 123, 125, 136, 141-142)
- Kajetan Lewandowski –
  - chłopak walczący z Masonem (odc. 109),
  - jeden z zaczepionych przez Sida chłopców (odc. 109)
- Przemysław Stippa –
  - Jesse Glenn (odc. 109-111, 113, 115, 120-122, 127, 136, 140-142),
  - jeden z chłopców w tłumie (odc. 113),
  - Gundaliański żołnierz (odc. 123, 127, 136),
  - Nitiański żołnierz (odc. 139-140, 142)
- Radosław Popłonikowski –
  - Gill (odc. 109, 112, 114-116, 118-119, 121, 123-129, 131, 134, 138-142),
  - Plition (odc. 110, 115, 120, 122, 141-142),
  - Gundaliański żołnierz (odc. 137)
- Justyna Bojczuk – Zenet Sirone (odc. 109, 111, 114, 117, 123-124, 136, 140-142)
- Bartosz Martyna –
  - Akwimos,
  - jeden z chłopców w tłumie (odc. 113)
- Michał Podsiadło –
  - Hawktor,
  - jeden z chłopców w tłumie (odc. 113),
  - jeden z chłopaków wyzywanych przez parę dziewczyn (odc. 113),
  - większy z chłopców przeteleportowanych przez Dana i Fabię (odc. 115),
  - Nitiański żołnierz (odc. 142)
- Robert Tondera –
  - Coredem,
  - Nitiański żołnierz (odc. 129)
- Tomasz Robaczewski –
  - jeden z chłopaków porwanych przez Rena (odc. 112),
  - Lewim Pam (odc. 113),
  - mały chłopiec I (odc. 115)
- Anna Wodzyńska –
  - Królowa Serena (odc. 111, 118-119, 123-125, 127, 129-130, 133, 139-140, 142-143),
  - Taylor (odc. 112-113),
  - jedna z pary dziewczyn wyzywających chłopaków (odc. 113)
- Krzysztof Szczerbiński –
  - jeden z chłopców w tłumie (odc. 113),
  - Strikeflier (odc. 115, 118-120, 128, 134, 138, 140-142),
  - Neo Ziperator (odc. 115-116),
  - Glotronoid (odc. 116),
  - jeden z klientów Julie (odc. 117),
  - Nitiański żołnierz (odc. 118),
  - Gundaliański żołnierz (odc. 118, 122-123)
- Karol Wróblewski –
  - Lumagrowl (odc. 115, 118, 121-123, 128-129, 131-132, 136-141),
  - Linus Claude (odc. 115-117, 126, 129, 133, 140-141, 143),
  - czerwony Bakugan w latającym wehikule (odc. 116),
  - Nitiański żołnierz (odc. 118-119, 123, 126)
- Miłosz Konkel – Robin (odc. 131)
- Marek Robaczewski – Dragonoid Colossus (odc. 133-135, 139-142)
- Anna Sztejner – Eve (odc. 142-143)
- Agnieszka Kunikowska – Mama Dana (odc. 143)

i inni
Śpiewali: Juliusz Kamil Kuźnik i Paweł Kowalczyk

### Seria 4 – Świat Mechtoganów
Wersja polska: SDI Media Polska

Reżyseria: Joanna Węgrzynowska

Dialogi: Anna Wysocka

Montaż: Magdalena Waliszewska (odc. 144-156, 163-169)

Wystąpili:
- Grzegorz Drojewski – Dan Kuso
- Jarosław Boberek –
  - Drago,
  - Kodokor (jedna kwestia w odc. 178)
- Brygida Turowska –
  - Marucho,
  - pracownica Bakugan Landu (odc. 176)
- Klaudiusz Kaufmann – Shun Kazami
- Bartosz Martyna –
  - Tristar,
  - Amazon (odc. 187),
  - prezenter telewizyjny (odc. 188),
  - mężczyzna, od którego pobierana jest energia (odc. 189),
  - Fury (odc. 189)
- Grzegorz Kwiecień –
  - Taylean,
  - Gundaliański żołnierz (odc. 160)
- Marta Markowicz – Sellon (odc. 144-151, 153-159, 161-166, 169)
- Artur Pontek –
  - Anubias (odc. 144-146, 148-150, 152-159, 161-166, 169),
  - jedna z osób wyzywających Dana (odc. 159),
  - Gundaliański żołnierz (odc. 160)
- Cezary Kwieciński –
  - Ben (odc. 144-146, 149-150, 153-156, 158-159, 163, 165-169),
  - Cichy strzał (odc. 168),
  - Cichy strzał Tytan (odc. 168-169),
  - Kodokor (odc. 170-172, 178-180, 182-187)
- Janusz Wituch –
  - Jaakor,
  - komentator (odc. 144-151, 153-158, 170, 183, 189),
  - Razenoid (odc. 149-152, 157-160, 162-163, 165-169),
  - Lotny wiatr (odc. 163),
  - jedna z osób z tłumu (odc. 169),
  - prezenter telewizyjny (odc. 171)
- Paweł Krucz – Robin (odc. 144-145, 149-150, 153, 155, 157-159, 163, 165-169)
- Krzysztof Szczerbiński –
  - Dylan (odc. 144-148, 150, 153, 155, 157, 163, 166-167, 169),
  - Dreadeon (odc. 166),
  - Razen Tytan (odc. 166),
  - jedna z osób uwięzionych w Bakuprzestrzenii (odc. 167),
  - Rex Vulcan (odc. 169)
- Zbigniew Konopka –
  - Mag Mel (odc. 144-145, 147-153, 155-169),
  - Zenthon (odc. 157, 159-162, 164-166, 168-169),
  - Nurzak (odc. 160, 162-163),
  - Aranaut (odc. 160, 162),
  - Zenthon Tytan (odc. 161, 165-166, 168)
- Agnieszka Kunikowska – Mama Dana (odc. 145, 147, 159)
- Maciej Falana –
  - Lucas (odc. 148),
  - jeden z chłopców siedzących na widowni (odc. 149)
- Łukasz Węgrzynowski –
  - Sion (odc. 148),
  - jeden z chłopców siedzących na widowni (odc. 149),
  - Ren Krawler (odc. 160-162),
  - Accelerak (odc. 162)
- Jakub Szydłowski –
  - Jerryl (odc. 150),
  - jeden z komentujących walkę Anubiasa (odc. 153),
  - jedna z osób chcących wziąć udział w wyścigu drużyn (odc. 155),
  - jedna z osób wyzywających Dana (odc. 159),
  - Linehalt (odc. 160-162),
  - Dreadeon (odc. 160, 162),
  - Gundaliański żołnierz (odc. 161),
  - Roxtor (odc. 170-172, 174-175, 178-182, 184-185, 187-188),
  - Balista (odc. 170-171, 174, 177-182, 187)
- Anna Sztejner –
  - jedna z osób komentujących powstanie „Drużyny Anubiasa” (odc. 150),
  - Paige (odc. 153-164, 166-169),
  - dziewczyna biorąca udział w „Królewskiej Bitwie” (odc. 153),
  - jedna z osób z widowni (odc. 155),
  - Eve (odc. 156),
  - widownia (odc. 156),
  - Elfin (odc. 187),
  - Ingram (odc. 187),
  - kobieta przy sklepie z telewizorami (odc. 189)
- Krzysztof Cybiński –
  - Radizen,
  - jedna z osób komentujących powstanie „Drużyny Anubiasa” (odc. 150),
  - pierwszy Ventoraptor (odc. 151),
  - Preyas (odc. 151-152, 187),
  - chłopak biorący udział w „Królewskiej Bitwie” (odc. 153),
  - jedna z osób biorących udział w wyścigu drużyn (odc. 155),
  - jedna z osób oglądających transmisję walki z Mędrcem (odc. 176)
- Wojciech Chorąży –
  - drugi Ventoraptor (odc. 151),
  - chłopak z Raptorixem (odc. 155),
  - Reptak (odc. 170-172, 174-189)
- Waldemar Barwiński – Amazon (odc. 151-152)
- Adrian Perdjon –
  - Rafe (odc. 153-164, 166-169),
  - jedna z osób z tłumu (odc. 169)
- Mariusz Krzemiński –
  - Wolfurio (odc. 153, 155, 158-164, 167, 169),
  - Kato (odc. 154, 163, 166-167),
  - jedna z osób chcących wziąć udział w wyścigu drużyn (odc. 155),
  - jedna z osób biorących udział w wyścigu drużyn (odc. 155),
  - Lotny wiatr (odc. 162),
  - jedna z osób uwięzionych w Bakuprzestrzenii (odc. 167),
  - Flytris (odc. 180, 184, 188-189),
  - Longfly (odc. 181),
  - Jetro (odc. 186, 188)
- Wojciech Machnicki –
  - Boulderon (odc. 153, 155, 158-164, 166-167, 169),
  - Dharak (odc. 156)
- Jacek Jarzyna –
  - Ojciec Marucho (odc. 153-154, 163, 166-167, 169),
  - jedna z osób biorących udział w wyścigu drużyn (odc. 155),
  - Helios (odc. 158-159, 162, 167-169),
  - Kato (odc. 170, 175, 177, 179-180, 182, 189),
  - Betadron (odc. 170-175, 177-180, 182-187),
  - Gliderak (odc. 172, 179, 183-184)
- Joanna Węgrzynowska-Cybińska –
  - Verna (odc. 154-156),
  - komputer pokładowy Heliosa (odc. 158, 169),
  - komputer Bakuprzestrzenii (odc. 159, 163),
  - Bakumeter (odc. 161, 168),
  - Soon (odc. 163-164, 166-169),
  - komputer w szybowcu Spectry (odc. 169),
  - jedna z osób z tłumu (odc. 169),
  - Mama Dana (odc. 169),
  - Mutabrid (odc. 170-172, 175, 178-180, 182-185, 187),
  - kobieta komentująca pojawienie się Mędrca (odc. 175),
  - Tigrerra (odc. 181, 187),
  - kobieta wypowiadająca się w sondzie ulicznej (odc. 186, 188),
  - dziewczynka z balonikiem (odc. 186),
  - chłopiec przed telewizorem (odc. 189),
  - kobieta, od której pobierana jest energia (odc. 189)
- Paweł Podgórski – Spectra Phantom/Keith Clay (odc. 158-159, 162, 167-169)
- Beata Wyrąbkiewicz –
  - jedna z osób wyzywających Dana (odc. 159),
  - Julie Makimoto (odc. 170-171, 175-176, 180, 186, 188-189)
- Marta Dobecka – Fabia Sheen (odc. 160, 162-163)
- Adam Pluciński – Kapitan Elright (odc. 160-162)
- Tomasz Steciuk –
  - Noah (jedna kwestia w odc. 165),
  - Gus Grav (odc. 168-169)
- Agnieszka Fajlhauer – Mira Clay (odc. 170-172, 174-175, 177-183, 186, 188-189)
- Paweł Szczesny –
  - Fury (odc. 170),
  - Mechtavius Niszczyciel (odc. 170-171, 175, 179-180, 184-189)
- Łukasz Talik –
  - Mandibor (odc. 170-171, 175, 179-180, 182, 184, 189),
  - Dragonoid Niszczyciel (odc. 170-171, 177, 179-182, 184, 188-189),
  - Skytruss (odc. 173, 175, 179-180, 182-185, 187-189),
  - mężczyzna blokujący drogę do Mędrca (odc. 175),
  - mężczyzna, od którego pobierana jest energia (odc. 189)
- Dariusz Błażejewski –
  - Stronk (odc. 170-171, 173, 176, 179-180, 182-185),
  - budowlaniec (odc. 171),
  - Bakugan jednej z dziewczyn siedzących przy fontannie (odc. 172),
  - Fangoid (odc. 181, 186),
  - Chromopod (odc. 188-189)
- Michał Podsiadło –
  - Worton (odc. 170-171, 174-175, 177, 179-184, 186-187),
  - Gren (odc. 171),
  - Scaboid (odc. 181)
- Piotr Bajtlik –
  - chłopak rozmawiający z Danem (odc. 172),
  - Orbeum (odc. 173, 175, 179-180, 182-184, 186-189),
  - Damdos (odc. 176)
- Katarzyna Łaska – Runo Misaki (odc. 175-183, 186, 188-189)
- Mikołaj Klimek –
  - Thorak (odc. 180, 184, 188-189),
  - Gliderak (jedna kwestia w odc. 184),
  - Dragonoid Genezy (odc. 189)
- Mateusz Narloch –
  - Aerogan (odc. 181, 187),
  - tłum dzieci (odc. 186, 188)

i inni
Śpiewali: Juliusz Kamil Kuźnik i Paweł Kowalczyk

## Gry

### Gra „Bakugan Battle Brawlers”
Gra została wydana 20 października 2009 przez japońskie studio NOW Production oraz amerykańskiego developera Activision. Dostępna jest na platformy: Nintendo DS, Wii, PlayStation 3, PlayStation 2 oraz Xbox 360. Głównymi bohaterami są dwa Bakugany wymyślone na potrzeby gry: Leonidas i Vladitor. W grze gracz wciela się w swoją własnoręcznie zaprojektowaną postać. Jego zadaniem jest wygrywanie kolejnych pojedynków oraz osiągnąć pierwsze miejsce w rankingu. Po każdej bitwie gracz zdobywa punkty, które mogą być wymienione na nowe Bakugany, karty otwarcia i karty supermocy.

### Gra „Bakugan Battle Brawlers: Defenders of the Core”
Gra została wydana 5 listopada 2010 przez firmy Activision i Nelvana. Gracz ma za zadanie uratowanie wszystkich Bakuganów oraz zniszczenie każdego kryształu Vexosów. Gracz odblokowuje stopniowo kolejne Bakugany przez co liczba grywalnych postaci rośnie.